# Stygobromus redactus
Stygobromus redactus är en kräftdjursart som beskrevs av John R. Holsinger 1978. Stygobromus redactus ingår i släktet Stygobromus och familjen Crangonyctidae. Inga underarter finns listade i Catalogue of Life.